# Европско првенство у атлетици за јуниоре 2017 — 400 метара за јуниорке
Такмичење у трчању на 400 метара у женској конкуренцији на 24. Европском првенству у атлетици за јуниоре 2017. у Гросето одржано је 20., 21. и 22. јула 2017. на Stadio Carlo Zecchini- у.
Титулу освојену у Ешилструни 2015, није бранила Лави Нилсен из Уједињеног Краљевства јер је прешла у млађе сениоре.

## Земље учеснице
Учествовало је 26 такмичарки из 18 земаља.
1. Белгија (1)
2. Ирска (1)
3. Италија (3)
4. Малта (1)
5. Немачка (1)
6. Норвешка (1)
7. Пољска (2)
8. Румунија (2)
9. Словачка (1)
10. Србија (1)
11. Уједињено Краљевство (2)
12. Украјина (3)
13. Финска (1)
14. Француска (2)
15. Холандија (1)
16. Хрватска (1)
17. Швајцарска (1)
18. Шпанија (1)

## Освајачи медаља
|                                |                          |                                      |
| Анастасија Бризгина · Украјина | Андреа Миклош · Румунија | Хана Вилијамс · Уједињено Краљевство |

## Квалификациона норма
Требало је да такмичари остваре квалификациону норму у периоду од 1. јануара 2016. до 13. јула 2017. године.
| Норма |
| ----- |
| 55,80 |

## Сатница
| Датум   | Време | Коло          |
| ------- | ----- | ------------- |
| 20. јул | 11:50 | Квалификације |
| 21. јул | 16:40 | Полуфинале    |
| 22. јул | 18:10 | Финале        |

## Рекорди
| Рекорди пре почетка Европског првенства 2017. | Рекорди пре почетка Европског првенства 2017. | Рекорди пре почетка Европског првенства 2017. | Рекорди пре почетка Европског првенства 2017. | Рекорди пре почетка Европског првенства 2017. | Рекорди пре почетка Европског првенства 2017. |
| Рекорди                                       | Атлетичарка                                   | Земља                                         | Време                                         | Место                                         | Датум                                         |
| --------------------------------------------- | --------------------------------------------- | --------------------------------------------- | --------------------------------------------- | --------------------------------------------- | --------------------------------------------- |
| Европски рекорд У-20                          | Грит Бројер                                   | Немачка                                       | 49,42                                         | Токио, Јапан                                  | 27. август 1991.                              |
| Рекорди европских првенстава У-20             | Кристина Бремер                               | Источна Немачка                               | 51,27                                         | Атина, Грчка                                  | 23. август 1975.                              |
| Најбољи европски резултат сезоне У-20         | Анастасија Бризгина                           | Украјина                                      | 51,89                                         | Луцк, Украјина                                | 6. јун 2017.                                  |

### Најбољи европски резултати у 2017. години
Десет најбољих атлетичара у трци на 400 метара 2017. године до почетка првенства (12. јул 2017), имали су следећи пласман на европској ранг листи.
| 1.  | Анастасија Бризгина | Украјина         | 51,89 | 6. јун  |
| 2.  | Агата Зупин         | Словенија        | 52,29 | 20. јун |
| 3.  | Барбора Маликова    | Чешка            | 52,74 | 1. јул  |
| 4.  | Андреа Миклош       | Румунија         | 52,84 | 3. јун  |
| 5.  | Јасмин Гигер        | Швајцарска       | 53,09 | 3. јун  |
| 6.  | Елисе Ласер         | Белгија          | 53,24 | 2. јул  |
| 7.  | Наталија Качмарек   | Пољска           | 53,28 | 2. јун  |
| 8.  | Хана Вилијамс       | Велика Британија | 53,39 | 10. јун |
| 9.  | Корина Шваб         | Немачка          | 53,55 | 10. јун |
| 10. | Дзхоис Коба         | Украјина         | 53,56 | 6. јун  |
|     |                     |                  |       |         |
| 45. | Катарина Секулић    | Србија           | 54,68 | 13. јул |

Такмичарке чија су имена подебљана учествовале су на ЕП.

## Резултати

### Квалификације
Квалификације су одржане 20. јула 2017. године. Такмичарке су биле подељене у 4 група. У полуфинале су се пласирале прве 3 из сваке групе (КВ) и 4 на основу резултата (кв).,,
Почетак такмичења: група 1 у 11:50, група 2 у 11:56, група 3 у 12:02, група 4 у 12:08.
| Место | Групе | Стаза | Атлетичарка             | Земља                | ЛР    | ЛРС   | Резултат | Белешка |
| ----- | ----- | ----- | ----------------------- | -------------------- | ----- | ----- | -------- | ------- |
| 1.    | 3     | 7     | Анастасија Бризгина     | Украјина             | 51,89 | 51,89 | 52,66    | КВ      |
| 2.    | 3     | 8     | Хана Вилијамс           | Уједињено Краљевство | 52,80 | 53,39 | 53,08    | КВ, ЛРС |
| 3.    | 1     | 7     | Ребека Борга            | Италија              | 53,35 | 53,94 | 53,53    | КВ, ЛРС |
| 4.    | 1     | 6     | Андреа Миклош           | Румунија             | 52,70 | 52,84 | 53,60    | КВ      |
| 5.    | 1     | 5     | Лорен Расел             | Уједињено Краљевство | 53,89 | 53,89 | 53,71    | КВ, ЛР  |
| 6.    | 3     | 5     | Наталија Качмарек       | Пољска               | 53.28 | 53.28 | 53.87    | КВ      |
| 7.    | 1     | 2     | Дзхоис Коба             | Украјина             | 52,79 | 53,56 | 54,30    | кв      |
| 8.    | 1     | 3     | Фемке Бол               | Холандија            | 54,39 | 54,39 | 54,40    | кв      |
| 9.    | 3     | 3     | Лена Кандисунон         | Француска            | 54,22 | 54,22 | 54,40    | кв      |
| 10.   | 4     | 4     | Калил Амаро             | Француска            | 54,19 | 54,19 | 54,44    | КВ      |
| 11.   | 2     | 7     | Корина Шваб             | Немачка              | 53,55 | 53,55 | 54,77    | КВ      |
| 12.   | 4     | 2     | Каролина Лозовска       | Пољска               | 53,63 | 53,63 | 54,78    | КВ      |
| 13.   | 4     | 3     | Ивана Аврамчук          | Украјина             | 53,73 | 53,73 | 54,90    | КВ      |
| 14.   | 1     | 4     | Неа Матила              | Финска               | 54,79 | 54,79 | 54,94    | кв      |
| 15.   | 3     | 4     | Моли Орајли             | Ирска                | 54,92 | 55,10 | 54,96    | ЛРС     |
| 16.   | 4     | 6     | Илариа Вердерио         | Италија              | 53,86 | 54,43 | 54,99    |         |
| 17.   | 3     | 6     | Вероника Ванкардо       | Швајцарска           | 55,06 | 55,06 | 55,18    |         |
| 18.   | 2     | 6     | Рут Пења                | Шпанија              | 54,27 | 54,27 | 55,21    | КВ      |
| 19.   | 2     | 8     | Елисе Ласер             | Белгија              | 53,24 | 53,24 | 55,23    | КВ      |
| 20.   | 4     | 8     | Ема Заплеталова         | Словачка             | 55,72 | 55,72 | 55,29    | ЛР      |
| 21.   | 2     | 3     | Елизабета Ванди         | Италија              | 54,98 | 54,98 | 55,54    |         |
| 22.   | 2     | 4     | Дора Филиповић          | Хрватска             | 54,56 | 55,32 | 55,55    |         |
| 23.   | 4     | 5     | Јосефине Томине Ериксен | Норвешка             | 54,45 | 55,56 | 56,03    |         |
| 24.   | 1     | 8     | Џенет Ричард            | Малта                | 54,84 | 56,17 | 56,53    |         |
| 25.   | 4     | 7     | Катарина Секулић        | Србија               | 54,68 | 54,68 | 57,56    |         |
|       | 2     | 5     | Антон Бјанка Џорџиана   | Румунија             | 55,45 | 55,45 | НЗ       |         |

### Полуфинале
Полуфинале се одржало 21. јула 2017. године. У полуфиналу су учествовале 16 такмичарки, подељена у 2 групе. У финале су се пласирале по 3 првопласиране из група (КВ) и 2 на основу постигнутог резултата (кв).,,
Почетак такмичења: група 1 у 16:40, група 2 у 16:46.
| Пласман | Група | Стаза | Атлетичарка         | Земља                | Резултат | Белешка |
| ------- | ----- | ----- | ------------------- | -------------------- | -------- | ------- |
| 1.      | 1     | 4     | Анастасија Бризгина | Украјина             | 53,23    | КВ      |
| 2.      | 2     | 6     | Андреа Миклош       | Румунија             | 53,28    | КВ      |
| 3.      | 1     | 3     | Хана Вилијамс       | Уједињено Краљевство | 53,61    | КВ      |
| 4.      | 2     | 4     | Корина Шваб         | Немачка              | 53,67    | КВ      |
| 5.      | 2     | 3     | Каролина Лозовска   | Пољска               | 53,86    | КВ      |
| 6.      | 2     | 5     | Ребека Борга        | Италија              | 53,89    | кв      |
| 7.      | 2     | 8     | Лорен Расел         | Уједињено Краљевство | 54,14    | кв      |
| 8.      | 2     | 1     | Лена Кандисунон     | Француска            | 54,28    |         |
| 9.      | 2     | 7     | Ивана Аврамчук      | Украјина             | 54,39    |         |
| 10.     | 1     | 8     | Наталија Качмарек   | Пољска               | 54,62    | КВ      |
| 11.     | 1     | 1     | Дзхоис Коба         | Украјина             | 54,70    |         |
| 12.     | 2     | 2     | Фемке Бол           | Холандија            | 54,74    |         |
| 13.     | 1     | 2     | Неа Матила          | Финска               | 55,08    |         |
| 14.     | 1     | 6     | Рут Пења            | Шпанија              | 55,26    |         |
| 15.     | 1     | 5     | Калил Амаро         | Француска            | 55,30    |         |
|         | 1     | 7     | Елисе Ласер         | Белгија              | НС       |         |

### Финале
Финале је одржано 22. јула 2017. године у 18:10.,
| Место | Стаза | Атлетичарка         | Земља                | Резултат | Белешка |
| ----- | ----- | ------------------- | -------------------- | -------- | ------- |
|       | 3     | Анастасија Бризгина | Украјина             | 52,01    |         |
|       | 4     | Андреа Миклош       | Румунија             | 52,31    | ЛР      |
|       | 6     | Хана Вилијамс       | Уједињено Краљевство | 52,55    | ЛР      |
| 4.    | 5     | Корина Шваб         | Немачка              | 53,09    | ЛР      |
| 5.    | 2     | Лорен Расел         | Уједињено Краљевство | 53,87    |         |
| 6.    | 1     | Ребека Борга        | Италија              | 53,91    |         |
| 7.    | 8     | Наталија Качмарек   | Пољска               | 54,27    |         |
| 8.    | 7     | Каролина Лозовска   | Немачка              | 54,52    |         |